# تشن يين
تشن يين (بالصينية: 陈寅) هو سباح صيني، ولد في 29 مارس 1986 في خبي في الصين.

## وصلات خارجية
- تشن يين على موقع الاتحاد الدولي للسباحة (الإنجليزية)
- تشن يين على موقع SwimRankings.net (الإنجليزية)
- تشن يين على موقع أوليمبيديا (الإنجليزية)